# 分限帳
分限帳（ぶげんちょう、ぶんげんちょう）は、江戸時代に大名家家臣の名や禄高、地位、役職などを記した帳面。別称に侍帳、家中帳、給所帳。
「分限」は平安時代末期から見られる言葉で、社会的身分や地位、財産を意味する。分限帳は戦国期から存在し、戦国大名である後北条氏の『小田原衆所領役帳』などが知られる。江戸幕府では諸役職者が配下の旗本・御家人・同心らの禄高や経歴を書き上げて大目付に提出したものを分限帳と称し、右筆が管理した。また、江戸後期には町人の資産を記した長者番付も分限帳の呼称で呼ばれた。
分限帳は作成の意図からいくつかの類型に分類され、家臣団の軍事的配置を示す陣立書といわれるものや、組頭・組士・物頭などは陣立書として記し、奉行など役方の家臣や江戸詰の家臣はそれぞれの役職にしたがって記したもの、家臣に役金・米を賦課する際に台帳として作成されたものなどがある。
分限帳は家臣の身分上の変化や給ところの切り替えに対応して短冊で張り替えられる仕組みになっており、検索の利便性から家臣の名はいろは順に配置される。江戸時代には職員録や懐古的関心から巷間に伝わった分限帳も存在する。